# Comfort (Texas)
Comfort è un census-designated place degli Stati Uniti d'America situato nella contea di Kendall dello Stato del Texas.
La popolazione era di 2 363 persone al censimento del 2010. Fa parte dell'area metropolitana di San Antonio.

## Geografia fisica
Comfort è situata a 29°58′10″N 98°54′26″W (29.969566, -98.907087), 15 miglia (24 chilometri) a nord ovest di Boerne, 45 miglia (72 chilometri) a nord ovest di San Antonio e 72 miglia (116 km) a ovest di Austin.
Secondo lo United States Census Bureau, ha un'area totale di 3,2 miglia quadrate (8,3 km²), di cui 3,2 miglia quadrate (8,3 km²) di terreno e lo 0,31% d'acqua.

## Società

### Evoluzione demografica
Secondo il censimento del 2000, c'erano 2 358 persone, 799 nuclei familiari e 603 famiglie residenti nella città. La densità di popolazione era di 735,6 persone per miglio quadrato (283,6/km²). C'erano 917 unità abitative a una densità media di 286,1 per miglio quadrato (110,3/km²). La composizione etnica della città era formata dal 76,34% di bianchi, lo 0,51% di afroamericani, l'1,19% di nativi americani, lo 0,13% di asiatici, lo 0,21% di isolani del Pacifico, il 18,70% di altre razze, e il 2,93% di due o più etnie. Ispanici o latinos di qualunque razza erano il 45,00% della popolazione.
C'erano 799 nuclei familiari di cui il 38,0% aveva figli di età inferiore ai 18 anni, il 59,7% aveva coppie sposate conviventi, l'11,5% aveva un capofamiglia femmina senza marito, e il 24,5% erano non-famiglie. Il 20,5% di tutti i nuclei familiari erano individuali e il 9,3% aveva componenti con un'età di 65 anni o più che vivevano da soli. Il numero di componenti medio di un nucleo familiare era di 2,82 e quello di una famiglia era di 3,26.
La popolazione era composta dal 29,3% di persone sotto i 18 anni, il 10,7% di persone dai 18 ai 24 anni, il 25,5% di persone dai 25 ai 44 anni, il 20,1% di persone dai 45 ai 64 anni, e il 14,3% di persone di 65 anni o più. L'età media era di 33 anni. Per ogni 100 femmine c'erano 94,7 maschi. Per ogni 100 femmine dai 18 anni in giù, c'erano 89,5 maschi.
Il reddito medio di un nucleo familiare era di 28 799 dollari e quello di una famiglia era di 29 295 dollari. I maschi avevano un reddito medio di 20 972 dollari contro i 15 000 dollari delle femmine. Il reddito pro capite era di 12 687 dollari. Circa il 27,1% delle famiglie e il 29,0% della popolazione erano sotto la soglia di povertà, incluso il 39,2% di persone sotto i 18 anni e il 3,3% di persone di 65 anni o più.